# Plectris zischkai
Plectris zischkai är en skalbaggsart som beskrevs av Frey 1967. Plectris zischkai ingår i släktet Plectris och familjen Melolonthidae. Inga underarter finns listade i Catalogue of Life.